# Karoline Eichhorn
Karoline Eichhorn est une actrice allemande, née le 9 novembre 1965 à Stuttgart dans le Bade-Wurtemberg.

## Filmographie

### Téléfilms
- 1995 : Der Sandmann (de) : Ina Littmann

### Séries télévisées
- 2017-2020 : Dark : Charlotte Doppler
- 2018 : Mythes et croyances (Lore) Saison 2 épisode 3 : Maria Baumgartner